# Butarque
Butarque es un barrio del distrito de Villaverde, perteneciente al municipio de Madrid, en España.
Tras San Andrés es el barrio más extenso del distrito de Villaverde. 
Próximo a la ribera del río Manzanares, con importantes zonas arqueológicas y naturales sin igual en el Municipio de Madrid. Encajonado entre las vías del ferrocarril, la M-40, la A-4 y la M-45.
Originalmente núcleo industrial junto a la estación de Villaverde Bajo, hoy Butarque se divide en Butarque Norte (enlazado e integrado por la Avenida de los Rosales) y el Butarque Sur, más conocido como Nuevos Rosales. Más al sur podemos encontrar el futuro desarrollo de Hercesa que albergará a unas 1900 familias en el 2007-2008. 
En la actualidad la mayor parte de Butarque está formado por nuevas promociones de viviendas, nuevos vecinos tanto en el norte (con un pequeño núcleo original llamado la "parte vieja"), como en el sur, con una antigüedad no superior a los cinco años. En la actualidad su carácter industrial se ha perdido por completo. Butarque en el último lustro ha experimentado el mayor crecimiento demográfico de la historia reciente de Villaverde,[cita requerida] no así sus estructuras urbanas, pendientes reformas como la reforma de la Avenida de los Rosales.[cita requerida]